# BREEEEZE GIRL
「BREEEEZE GIRL」（ブリーズ ガール）は、Base Ball Bearの10枚目のシングル。

## 解説
- 前作「神々LOOKS YOU」から約2ヶ月ぶりのリリースとなる2009年第3弾シングル。
- ジャケットには、荒木飛呂彦の漫画『ジョジョの奇妙な冒険』の登場人物である「山岸由花子」のイラストが使用されている。

## 収録曲
- 全作詞・作曲：小出祐介、全編曲：Base Ball Bear（特記除く）

1. BREEEEZE GIRL（編曲：Base Ball Bear・玉井健二）
  - 資生堂「シーブリーズ」CMソング。Base Ball Bearとしては初のCMタイアップとなった。その後、エムティーアイ「music.jp」CMソング、Google Play Music「音楽のある生活・夏フェス編」CMソングとしても使用されている。
  - PV監督は児玉裕一。モデルの市川紗椰が出演、『ジョジョの奇妙な冒険』の登場人物・山岸由花子をイメージしている[1]。
  - 3rdアルバム『(WHAT IS THE)LOVE & POP?』、ベストアルバム『バンドBのベスト』・『増補改訂完全版「バンドBのベスト」』収録
2. BREEEEZE GIRL II
  - 歌詞は19歳の時に書き下ろしたもの。元のタイトルは「エレクトリックサマー」（大元のタイトルは「涼風少女」）であったが、2006年にシングルとしてリリースされた「ELECTRIC SUMMER」とは別の曲である。
  - 一発録りで録音されている。
3. LOVE MATHEMATICS（渋谷会“TRUE LOVE”REMIX）
  - 初のリミックス。
  - リミックスしたのは、ボーカル小出祐介が所属する「渋谷会」のメンバーたち。

## カバー
BREEEEZE GIRL
- 焼塩檸檬（若山詩音） - 2024年9月25日発売のアルバム『負けヒロインが多すぎる！ マケイン応援！カバーソングコレクション』に収録。